# Purcellville
Purcellville – miasto w Stanach Zjednoczonych, w stanie Wirginia, w hrabstwie Loudoun.